# أمبروز إلدريدج
أمبروز إلدريدج (بالإنجليزية: Ambrose Eldridge)‏ هو كيميائي وفلاح أسترالي، (و. 1815  م).